# Горовски окръг
Горовски окръг (на полски: Powiat górowski) е окръг в Югозападна Полша, Долносилезко войводство. Заема площ от 738,27 км2. Административен център е град Гора.

## География
Окръгът се намира в историческата област Долна Силезия. Разположен е в северната част на войводството.

## Население
Населението на окръга възлиза на 36 730 души (2012 г.). Гъстотата е 50 души/км2.

## Административно деление
Административно окръгът е разделен на 4 общини.
Градско-селски общини:
- Община Вонсош
- Община Гора

Селски общини:
- Община Йемелно
- Община Нехлов

## Фотогалерия
- Гора
- Вонсош